# Lars Lukas Mai
Lars Lukas Mai (Dresde, Alemania, 31 de marzo de 2000) es un futbolista alemán. Juega como defensa y su equipo es el Football Club Lugano de la Superliga de Suiza. Ha representado a Alemania en diversas categorías inferiores a nivel internacional.

## Carrera
Lars Lukas Mai, apodado Lasse, se unió a las categorías juveniles del Bayern de Múnich en 2014 proveniente del Dinamo Dresde, club de su ciudad natal.
Es hermano del también futbolista Sebastian Mai, perteneciente al SC Preußen Münster de Alemania. Ambos, hijos de Lars Mai, miembro de la junta directiva del Dinamo Dresde desde 2013 hasta 2017.
El 21 de abril de 2018, Mai debutó bajo las órdenes del entrenador Jupp Heynckes en la victoria como visitante 3:0 del Bayern de Múnich ante el Hannover 96. Jugó los 90 minutos y se convirtió en el primer jugador nacido en el año 2000 en jugar para el Bayern de Múnich. Días después, el 27 de abril, Mai firmó su primer contrato profesional con el Bayern hasta el 30 de junio de 2021.
El 21 de julio de 2020 el SV Darmstadt 98 anunció su llegada al club tras haber llegado a un acuerdo con el Bayern para su cesión una temporada. En la campaña siguiente fue prestado al Werder Bremen. Se incorporó al Werder Bremen en calidad de cedido para la temporada 2021-22 en julio de 2021.
El 18 de junio de 2022 se desvinculó definitivamente del Bayern de Múnich y se marchó a Suiza para jugar en el F. C. Lugano.

## Palmarés

### Campeonatos nacionales
| Título              | Club                | País     | Año     |
| ------------------- | ------------------- | -------- | ------- |
| Bundesliga          | Bayern de Múnich    | Alemania | 2017-18 |
| Regionalliga Bayern | Bayern de Múnich II | Alemania | 2018-19 |
| Bundesliga          | Bayern de Múnich    | Alemania | 2018-19 |
| Copa de Alemania    | Bayern de Múnich    | Alemania | 2018-19 |
| Bundesliga          | Bayern de Múnich    | Alemania | 2019-20 |
| 3. Liga             | Bayern de Múnich II | Alemania | 2019-20 |
| Copa de Alemania    | Bayern de Múnich    | Alemania | 2019-20 |

### Campeonatos internacionales
| Título                           | Club (*)            | País              | Año     |
| -------------------------------- | ------------------- | ----------------- | ------- |
| Premier League International Cup | Bayern de Múnich II | Inglaterra        | 2018-19 |
| Eurocopa Sub-21                  | Alemania sub-21     | Hungría Eslovenia | 2021    |

(*) Incluyendo la selección.

### Distinciones individuales
| Distinción                                                           | Año  |
| -------------------------------------------------------------------- | ---- |
| Medalla Fritz Walter de Bronce al mejor futbolista menor de 17 años. | 2017 |